# Бурино (Слободський район)
Бу́ріно (рос. Бурино) — присілок у складі Слободського району Кіровської області, Росія. Входить до складу Світозаревського сільського поселення.
Населення становить 25 осіб (2010, 32 у 2002).
Національний склад станом на 2002 рік — удмурти 100 %.